# Mahmudul Islam
Mahmudul Islam, né le 24 juillet 1936 et décédé le 16 février 2016 est un avocat senior de la Cour suprême du Bangladesh. Il a été le 10e procureur général du Bangladesh.

## Enfance et éducation
Mahmudul Islam est né à Rangpur en 1936 d'Azizul Islam, avocat, et de Jahanara Islam. Il a passé son examen HSC au Carmichael College. Il a obtenu sa licence et sa maîtrise en sciences politiques en 1957 et son baccalauréat universitaire en droit en 1959 à l'université de Dacca. Il a ensuite obtenu un master of Laws de l'université de l'Indiana en 1980,.

## Carrière
Islam a commencé sa carrière au barreau de Rangpur en 1961, puis s'est inscrit à la Haute Cour en 1967. Il a travaillé en tant que stagiaire avec l'avocat Birendra Nath Chowdhury, puis avec Syed Ishtiaq Ahmed. Il a été inscrit en tant qu'avocat de la division d'appel de la Cour suprême du Bangladesh en 1972. Il a occupé le poste de procureur général adjoint de 1972 à 1976 et ensuite celui de procureur général de 1998 à 2001. Il a démissionné le jour même de l'entrée en fonction du gouvernement après les huitièmes élections parlementaires.
Islam a écrit des livres intitulés Constitutional Law of Bangladesh, Law of Civil Procedure et Interpretation of Statutes and Document. Il a été le premier avocat du Bangladesh à écrire un livre sur la Constitution.

## Vie personnelle
Islam a eu deux fils, Asif Islam et Arif Islam, tous deux ingénieurs et vivant actuellement au Canada. Il est décédé dans un hôpital de la capitale dans la nuit du 16 février 2016. Il était âgé de 79 ans. Il suivait un traitement contre le cancer à l'hôpital United de la ville depuis le 23 décembre de l'année précédente et a été déclaré mort vers 12h05. Son corps a été amené dans les locaux de la Cour suprême pour une prière funéraire, et il sera enterré dans sa ville natale, Rangpur.